# بروس بولت
بروس بولت (انگلیسی: Bruce Bolt; ۱۵ فوریهٔ ۱۹۳۰ – ۲۱ ژوئیهٔ ۲۰۰۵) محقق، ژئوفیزیک‌دان و دانشمند در زمینه لرزه‌شناسی اهل ایالات متحده آمریکا بود. او به عنوان پیشگام رشتهٔ مهندسی لرزه‌شناسی شناخته می‌شود. او مقالات و کتاب‌های زیادی در زمینه لرزه‌شناسی منتشر کرده‌است. تحقیقات او منجر به ایجاد رشتهٔ مهندسی زمین‌لرزه شد. از سال ۲۰۰۶ جایزه‌ای با عنوان «مدال بروس بولت» سالانه به کسانی که بیشترین تأثیر گذاری و تلاش را برای پیشرفت رشته لرزه‌شناسی داشته‌اند، اهدا می‌شود.